# Camille Purcell
Camille Angelina Purcell, más conocida como Kamille, es una compositora, productora y cantante británica. Es mayormente conocida por haber escrito los sencillos «Black Magic», «Shout Out to My Ex» de Little Mix, «I'll Be There» de Jess Glynne y «Solo» de Clean Bandit con Demi Lovato, que alcanzaron la primera posición en la lista de sencillos del Reino Unido.